# Kropf Lajos
Kropf Lajos (Pest, 1852. augusztus 18. – Hersham, London mellett, 1939. június 13.) mérnök, történész, a Magyar Tudományos Akadémia külső tagja (1903), az angol–magyar kapcsolatok első kutatója.

## Életpályája
Hat gimnáziumi osztályt végzett Pesten, a VII. és VIII. osztályokat Esztergomban járta ki. 1860-tól tanult a budai József Műegyetemen. 1873 novemberében mérnök-hadnaggyá nevezték ki. Mivel az 1873-as krach okozta pangás miatt munkát nem talált, Londonban telepedett le és mérnökként kezdett dolgozni. Eleinte egy vasúttársaság munkatársa volt, majd 1881-től egy magáncég alkalmazásában állt egészen a századfordulóig, utána magánmérnöki irodát nyitott. Innen kezdetben színes tudósításokat küldött, 1885 után pedig szakfolyóiratokban jelentek meg forrásértékű tanulmányai. Elvégezte a British Museum régi magyar anyagának feltárását, illetve a kéziratos anyagát a Magyar Könyvszemlében, a Századokban, a Budapesti Szemlében a Hadtörténelmi Közleményekben, a Turulban és a Történelmi Tárban közölte. Lefordította Kossuth Lajos emlékiratainak 1. kötetét angol nyelvre (Memories of my Exile, Jausz Ferenccel, London, 1880). Beutazta Európa számos országát.

## Fontosabb munkái
- II. Rákóczy György felelete az Innocentia Transylvaniae-ra, írta dr. Basire Izsák. Kiadta ... Bpest, 1888. (Különnyomat a Történelmi Tárból.)
- Folktales of the Magyars (W. Henry Jones-szal, London, 1889, 53 magyar népmese fordítása jegyzékkel)
- Budai Parmenius István. (Századok. 1889, 150-154. o.)
- Az aversai gyilkosság. Kolozsvár, 1896. (Különnyomat az Erdélyi Muzeumból.)
- Észak-Amerika és Magyarország 1848 és 1849 (Bp. Szle, 1901. 106. köt.)
- A szent korona történetéhez (Bp. Szle, 1901. 107. köt.)
- Beck Vilma (uo. és 1902. 110. köt.)
- Kossuth Lajos és Long kapitány, 1851 (Bp. Szle, 1903. 114. köt.)
- Gr. Széchenyi István angol ismerősei (uo. 115. köt.)
- Haynau kalandja Londonban (uo. 116. köt.)
- Bánk bán az angol irodalomban (Bp. Szle, 1904. 118. köt.)
- Anglia és a magyar forradalom (uo. 119. köt.)
- Sir John Browning (uo. 120. köt.)
- A magyar forradalom és a Times (Bp. Szle, 1906. 126. köt.)